# Twist and Shout (versión de The Beatles)
«Twist and Shout» es una versión hecha por la banda The Beatles de la canción homónima de 1961 grabada por el grupo Top Notes. La versión fue incluida en su primer álbum, Please Please Me, y fue publicada como sencillo en los Estados Unidos el 2 de marzo de 1964.

## Grabación
La sesión de grabación para este álbum fue la primera del grupo, con la notable particularidad de haber grabado diez canciones en solo diez horas. «Twist and Shout» fue la última canción grabada; el productor George Martin sabía que la voz de John Lennon se vería afectado con la interpretación, así que la dejó para el final, faltando solo 15 minutos para terminar la sesión de grabación. 
Lennon estaba resfriado en ese momento, por lo cual bebía leche y comía caramelos para suavizar su garganta. Los efectos de la tos en su voz pueden escucharse en la grabación.
Se grabaron dos tomas, de las cuales la primera fue la utilizada en el álbum. George Martin dijo: «Traté de hacer una segunda grabación (...) pero John se había quedado sin voz».

## Lanzamiento y rendimiento en listas musicales
La versión fue publicada como sencillo en los Estados Unidos el 2 de marzo de 1964, con «There's a Place» en la cara B, por el subsello discográfico Tollie, de Vee-Jay Records. En las listas de éxitos alcanzó el segundo puesto el 4 de abril de 1964, la semana en que los primeros cinco puestos del Top-Ten fueron ocupados por canciones de The Beatles.

## En directo
«Twist and Shout» fue una de las canciones más interpretadas en directo por el grupo. La tocaron en casi todos los conciertos celebrados en las diferentes giras que hicieron entre 1962 y 1965, casi siempre como apertura de los conciertos. A partir de agosto de 1965 ya no se la incluyó en el repertorio en directo del grupo.

## Apariciones en otros medios
- En Argentina fue la cortina musical oficial de los programas de humor en televisión Videomatch y Showmatch, producidos y conducidos por el productor y presentador de televisión Marcelo Tinelli, emitidos por Telefe (1990-2004), Canal 9 (Argentina) (2005) y El Trece (2006-2021).
- En Paraguay también fue la cortina musical del programa televisivo denominado Miradas al detalle, emitido por Unicanal.

## Créditos
Las personas que intervinieron en la grabación de la canción fueron las siguientes:
The Beatles
- John Lennon – Voz principal, guitarra rítmica (Rickenbacker 325c58).
- Paul McCartney – Bajo (Höfner 500/1 61´), acompañamiento vocal.
- George Harrison – Guitarra líder (Gretsch Duo Jet), acompañamiento vocal.
- Ringo Starr – Batería (Premier Duroplastic Mahoganny).

Equipo de producción
- George Martin – producción
- Norman Smith – ingeniería de sonido